# Celestijnen

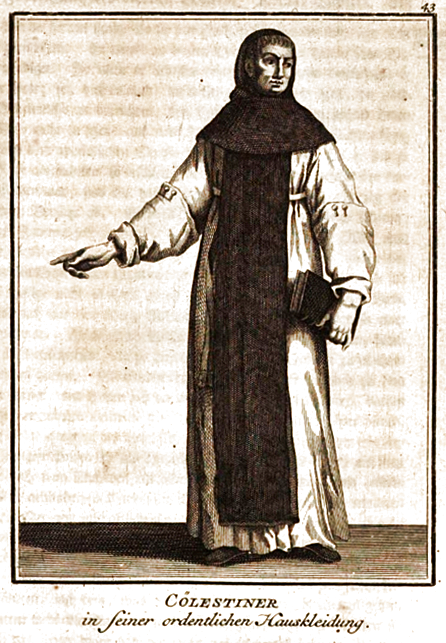
Celestijn in monniksdracht.

De Congregatie van Celestijnen of Orde van Celestijnen (Latijn: Congregatio Coelestinensis, ook wel Ordo Sancti Benedicti Coelestinensis) was een kloosterorde, die zich richtte naar de kloosterregel Regula Benedicti met bijzondere aandacht voor het vasten, de clausuur en het stilzwijgen. De congregatie was een onderafdeling van benedictijnen. De naaminitialen waren OSBCoel.

## Geschiedenis
De orde werd gesticht in 1244 en ontleent haar naam aan de stichter van de orde: Pietro del Morrone (in het Nederlands ook wel: Peter van Murrchone), die in 1294 benoemd werd tot paus Celestinus V. Nadat hij op jonge leeftijd zijn vader verloor voegde hij zich op zijn zeventiende bij de benedictijnen in Faifoli (Italië) in het bisdom Benevento. Hij voelde zich echter meer aangetrokken tot het ascetisme dan tot het klooster. Daarom besloot hij in 1244 om als kluizenaar te gaan leven in een grot in Abruzzo, op de berg Morrone bij Sulmona. Zijn grote voorbeeld was Johannes de Doper. Vier keer per jaar hield hij vastenperiodes, waarbij hij alle dagen vastte behalve zondag. Drie van de vier vastenperiodes leefde hij slechts van water en brood. Diverse gelijkgestemden volgden zijn levensstijl op en vormden in Abruzzo een gelovige gemeenschap, die in 1263 erkend werd door paus Urbanus IV. De orde werd opgenomen in de orde van de benedictijnen. Aanvankelijk heette de orde de 'Monniken van Sint-Damiaan', maar na de benoeming van de stichter tot paus Celestinus werd het de orde van de Celestijnen. Aangezien de stichter de latere paus zou worden, werd de kloosterorde in de veertiende eeuw populair. 
Kloosters werden voornamelijk gebouwd in het koninkrijk Sicilië, zoals het Paleis der Celestijnen in Lecce. De orde verspreidde zich ook in Frankrijk, Duitsland en Engeland. In de Nederlanden hadden de celestijnen één klooster, de priorij van Heverlee, gesticht in 1525 en behorend tot de Franse provincie.

## Organisatie
De Orde van Cluny stond model voor de organisatie van de celestijner congregatie. De abdij van de Heilige Geest in Murrone bij de Abruzzen, waar de orde was ontstaan, vormde het centrum. De andere kloosters vielen onder deze moederabdij en waren daarvan afhankelijk. Verschillende stichtingen werden in provinciën ingedeeld. In de bloeitijd omvatte de orde zo'n honderdvijftig kloosters. Aan het begin van de 17de eeuw stichtte paus Clemens VIII een vrouwelijke tak van de orde. In 1778 sloot het laatste celestijnenklooster de deuren.

## Kledij
De kledij van celestijner monniken leek veel op die van de cisterciënzers. Ze bestond uit een wit wollen kleed, bevestigd met een linnen band en een leren gordel met dezelfde kleur, en een zwart scapulier met kap. Het koorkleed betrof een zwarte pij met een zwarte kap. Lekenbroeders droegen een bruin habijt. Geborduurd op het scapulier van lekenbroeders stond het symbool van de orde. Dat is een kruis met een verstrengelde letter 'S' aan de voet daarvan.

## Enkele Celestijnen
- Petrus Zwicker (14e-15e eeuw), grootinquisiteur van Oost-Pruisen en elders in het Rooms-Duitse Rijk
- Benoît Gonon (17e eeuw), schrijver in Lyon, koninkrijk Frankrijk.